# Peter von Rosenau
Peter von Rosenau (gestorben nach 1505) war ein gräflich-stolbergischer Amtmann.

## Leben und Wirken
Rosenau stammte aus dem zeitweise in Coburg ansässigen Adelsgeschlecht Rosenau und trat in den Dienst der im Südharz ansässigen Grafen zu Stolberg. 1496 wird er als Diener des Grafen Heinrich zu Stolberg d. Ä. bezeichnet.
Die Stolberger Grafen hatten durch Erbschaft 1433 gemeinsam mit den Grafen von Schwarzburg u. a. das Amt Heringen in der Goldenen Aue erhalten. Auf dem Schloss Heringen wurde Peter von Rosenau als stolbergischer Amtmann im Spätmittelalter eingesetzt.
Am 28. November 1500 lieh Rosenau gemeinsam mit seiner Ehefrau Gertrud den Grafen Heinrich zu Stolberg und seinen Söhnen Heinrich und Botho ein Kapital von 100 Gulden zu einem Jahreszins von 6 % aus allen Renten und Gefällen des Amtes Heringen.
Rosenau lieh im Dezember 1502 dem Hans von Rastenberg auf dem Edelhof in Frohndorf 300 Gulden und erhielt dafür jährlich 20 Gulden Zinsen.
1504 und 1505 tritt er weitere Male urkundlich in Erscheinung.